# Ophrys lutea
L'ofride gialla (Ophrys lutea Cav., 1793) è una pianta appartenente alla famiglia delle Orchidacee.
L'epiteto specifico deriva dal latino luteus = "giallo", colore dominante del labello.

## Descrizione
È una pianta erbacea alta 10–30 cm, con foglie inferiori corte, disposte a rosetta, e brattee verdi-giallastre, larghe.
L'infiorescenza raggruppa da 2 a 7 fiori con sepali e petali di colore verde-giallastro. Il labello è trilobato, ovato, concavo alla base e convesso al centro, con lobo mediano bilobo, vellutato, con un ampio margine glabro di colore giallo e una macchia bruna al centro, che presenta un disegno a forma di farfalla di colore grigio-bluastro. Il ginostemio è corto, con apice ottuso.
Fiorisce dalla fine di febbraio a fine maggio.

## Biologia
Si riproduce per impollinazione entomofila ad opera di diverse specie di api del genere Andrena (Andrenidae), tra cui A. cinerea, A. senecionis e A. nigroolivacea.

## Distribuzione e habitat
È ampiamente diffusa nei paesi dell'area mediterranea ma anche nelle regioni atlantiche dell'Europa meridionale (Spagna, Portogallo).
In Italia è presente in Liguria, Toscana, Lazio, Abruzzo, Molise, Campania, Puglia, Basilicata, Calabria, Sicilia e Sardegna.
Cresce negli ambienti di prateria e gariga, sino ai 1400 m di altitudine, prediligendo i suoli calcarei soleggiati.

## Tassonomia
Sono note le seguenti sottospecie:
- Ophyrs lutea subsp. lutea - sottospecie nominale
- Ophrys lutea subsp. aspea (Devillers-Tersch. & Devillers) Faurh.
- Ophrys lutea subsp. laurensis (Geniez & Melki) Kreutz
- Ophyrs lutea subsp. melena Renz - endemica della Grecia, si differenzia per il labello bruno, ad eccezione dello specchio e del margine giallo.

In passato venivano riconosciute altre due sottospecie, ora non più ritenute valide:
- Ophrys lutea subsp. minor - Sinonimo: Ophrys sicula.
- Ophrys lutea subsp. phryganae -   Sinonimo: Ophrys × phryganae

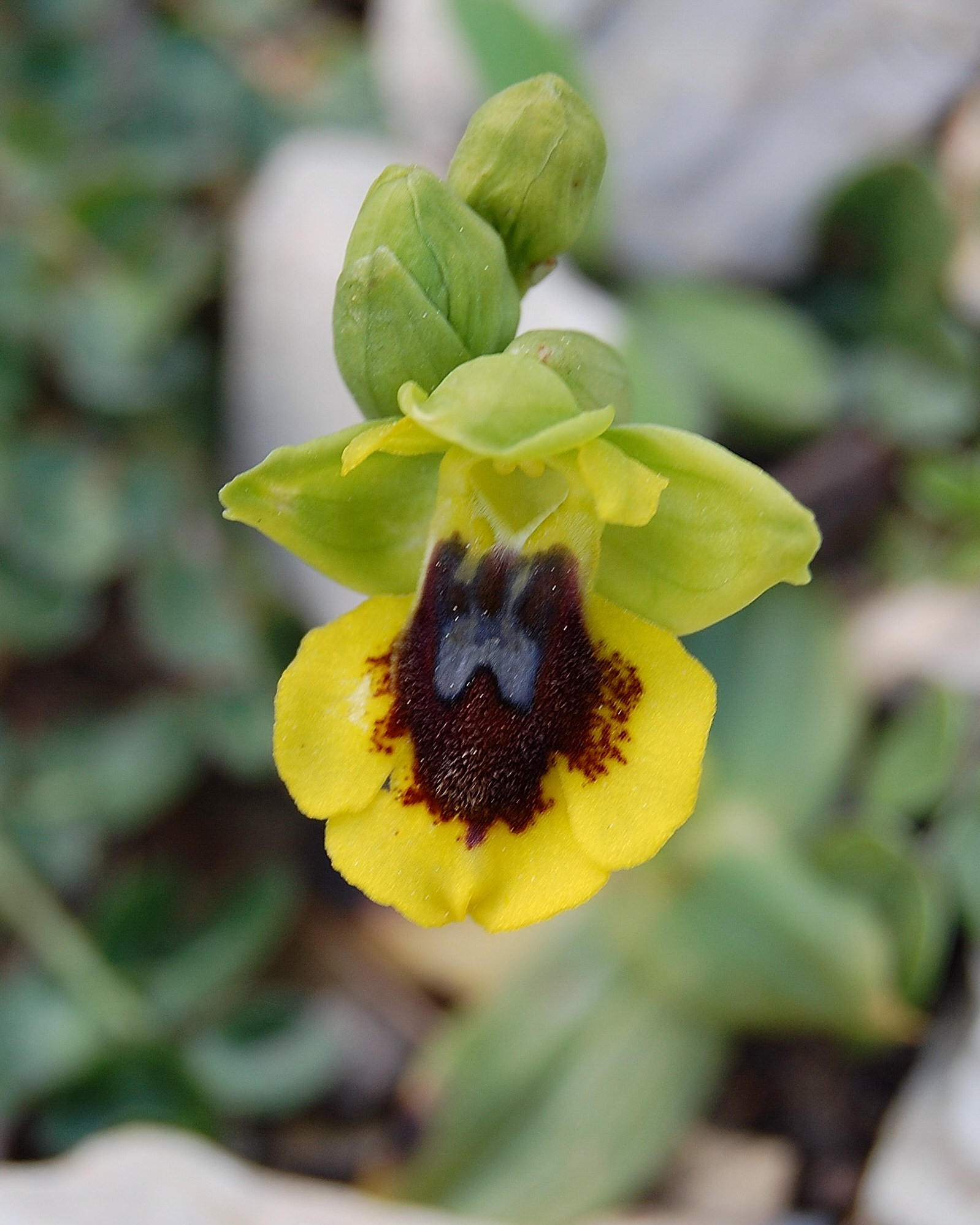
O. lutea subsp. lutea
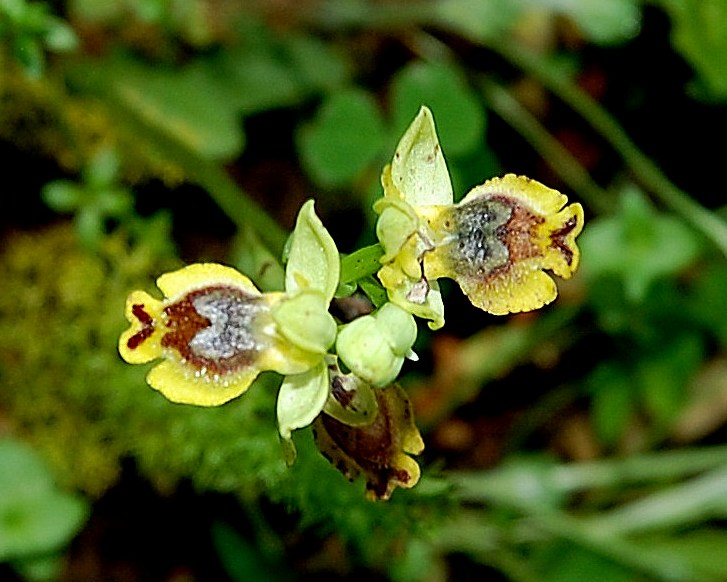
Ophrys sicula
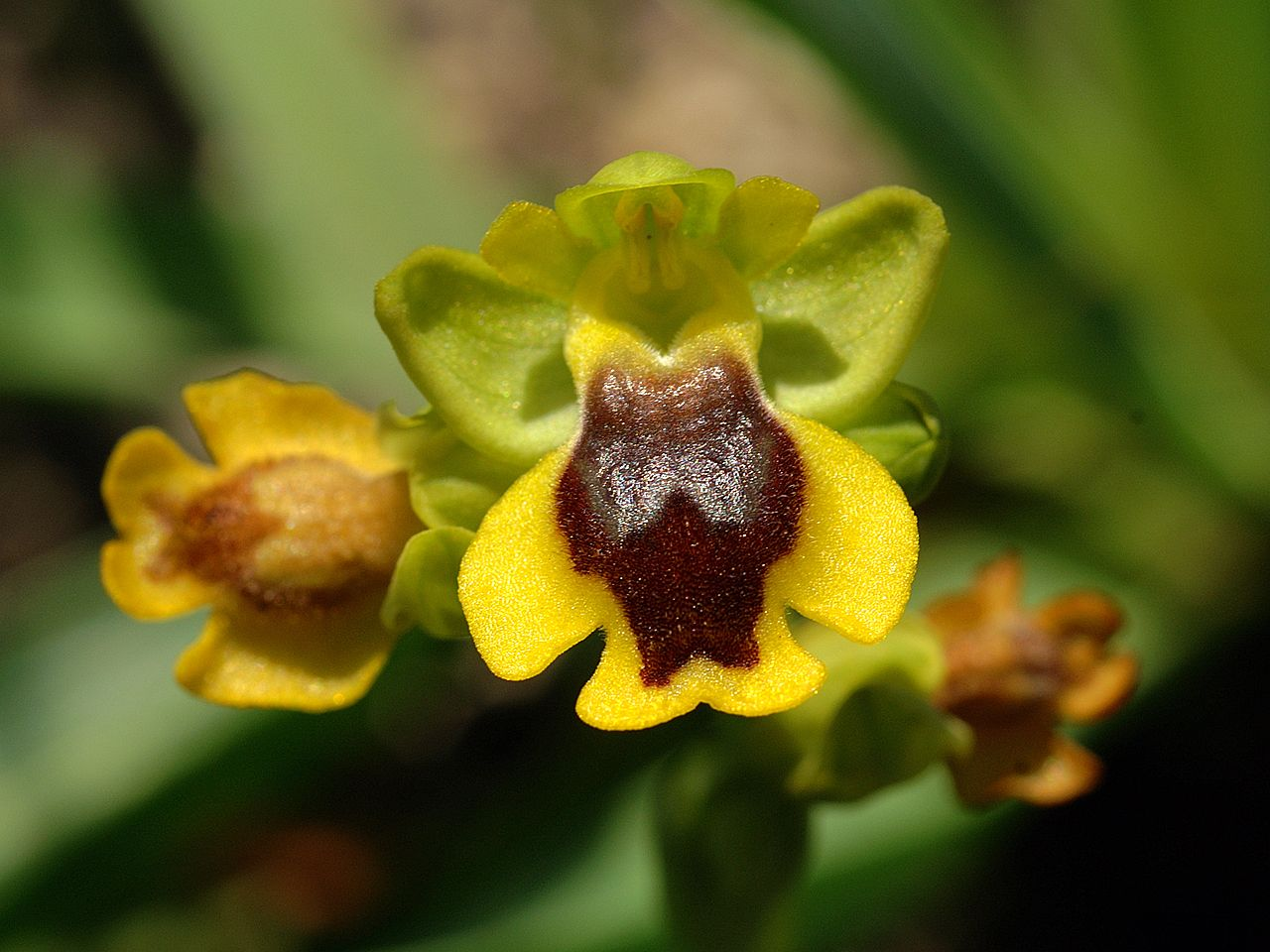
Ophrys × phryganae